# Paul Hagemans
Paul Hagemans (Antwerpen, 1884 – 1959) was een Belgisch kunstschilder.

## Levensloop en oeuvre
Hij was de zoon van kunstschilder Maurice Hagemans.
Hij was leerling aan de Academie voor Schone Kunsten van Brussel (1899-1906; bij Herman Richir en Isidore Verheyden).
Paul Hagemans schilderde historische en religieuze onderwerpen,  portretten, figuren, landschappen, stadsgezichten en was ook actief als auteur van grote muurschilderingen en theaterdecors.
Zijn portretten en figuren baden in een mondaine, luxueuze sfeer die we ook terugvinden in het oeuvre van Fernand Toussaint, Herman Richir of Georges Lemmers. Landschappen waren meestal gesitueerd in de Kempen of in de Ardennen. Zijn stijl sloot aan bij het luminisme.
Hij ontwierp de glasramen voor de kathedraal in Port-au-Prince in Haïti.
Hij creëerde ook geschilderde tafereeltjes waarin publiciteit verwerkt was, bedoeld voor reproductie in luxe-tijdschriften zoals L'Art Belge (Champagne Saint-Marceaux, Etablissements Boin-Moyersoen. Lustrerie d'Art, D'Ieteren Frères. Carrosserie, Art et Comfort. Fauteuils, Aux Belles Couleurs. Teinturerie De Geest, Sturbelle & Cie. Jouailliers-Orfèvres, Mobilia. Ambeublement Bruxellois).
Hagemans behoorde tot een categorie van conservatief-burgerlijke kunstschilders uit Brussel tijdens het interbellum en de jaren kort na de Tweede Wereldoorlog: Emile Bulcke, Herman Courtens, Gustave Flasschoen, Hubert Glansdorff, Jean Gouweloos, Marcel Hess, Luc Kaisin, Georges Lemmers, Gustave-Max Stevens, Charles Swyncop, Philippe Swyncop, Fernand Toussaint en Paul Verdussen.

## Tentoonstellingen
- 1913, Brussel, Cercle Artistique et Littéraire
- 1947, Brussel, La Petite Galerie